# Pre Rup
Pre Rup (Khmer: ប្រែរូប) is een hindoeïstische tempel in Angkor in Cambodja. Deze piramidevormige tempel is de belangrijkste tempel uit de tiende eeuw in Angkor. Het gebouw is opgetrokken uit lateriet, zandsteen en baksteen. Deze materialen geven het gebouw een roodachtige tint die wordt versterkt door het zonlicht in de vroege ochtend en late middag. 

## Geschiedenis
Koning Rajendravarman II (regeerperiode 944-968) verplaatste de hoofdstad van het noordelijker gelegen Koh Ker terug naar Angkor. Op een eiland in de oostelijke Baray liet hij een tempel bouwen, de oostelijke Mebon, die in 952 werd ingewijd. Negen jaar later en ongeveer 1.200 meter ten zuiden ervan werd zijn staatstempel, Pre Rup, ingewijd. Dit bouwwerk heeft een soortgelijke plattegrond als de oostelijke Mebon, maar is complexer en magnifieker. Pre Rup stond op zijn beurt model voor de veel grotere “tempelbergen” Ta Keo en Angkor Wat. 

## Architectuur
Pre Rup bestaat uit twee grote terrassen en een steile piramide. Vanuit het oosten liep een dijkpad naar het bouwwerk. Het eerste terras heeft een oppervlakte van 127 bij 117 meter en heeft aan elke zijde in het midden een gopura. Op het oostelijk deel van dit terras staan zes torens in twee groepen van drie, waarschijnlijk latere toevoegingen uit de tijd van koning Jayavarman V. Het tweede terras is kleiner, 87 bij 77 meter, en heeft ook vier gopuras. Op het oostelijke deel staan twee bouwwerken die naar het westen openen en bibliotheken worden genoemd. In elk van deze gebouwen werd een speciale steen bewaard. Ertussen, op de centrale as van de tempel, ligt een bassin dat in de overlevering in verband wordt gebracht met crematieceremonies. Kenners denken echter dat het diende als fundament voor een bronzen standbeeld van Nandi. Op beide terrassen zijn nog de overblijfselen te zien van lange zalen voor tempelbedienden, een kenmerk van de architectuur uit de tiende eeuw. Bij latere tempels zou dit vervangen worden door een doorlopende galerij.
De piramide met drie verdiepingen is meer dan twaalf meter hoog en heeft aan elke zijde een trap versierd met standbeelden van leeuwen. De piramide roept de mythologisch berg Meru in gedachten. Op de onderste verdieping staan twaalf kleine heiligdommen. Op het terras bovenop de piramide staan vijf torens (prasat) gerangschikt in een quincunx. De centrale toren staat op zijn beurt op een platform van vier meter hoog. Alle torens hebben een opening naar het oosten en gebeeldhouwde deuren aan de andere zijden. De centrale toren herbergde de lingam van Rajendravarman II, een belangrijk symbool van zijn macht. De zuidwestelijke toren bevatte ooit een standbeeld van Lakshmi, de noordwestelijke toren een standbeeld van Uma, de zuidoostelijke toren een standbeeld van Vishnu en de noordoostelijke toren een standbeeld van Shiva. Deze laatste heeft een inscriptie op de deurposten die dateert uit de tijd van Jayavarman VI en het enige bewijs is van zijn heerschappij in Angkor. Bas-reliëfs van goden (devatas) houden de wacht aan weerszijden van de deuren van de torens. De oostelijke en centrale torens hebben mannelijke devata's, de westelijke vrouwelijke.

## Afbeeldingen

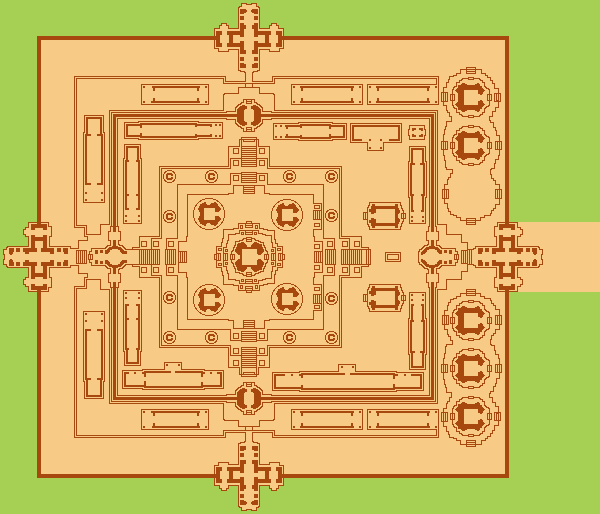
Plattegrond van Pre Rup
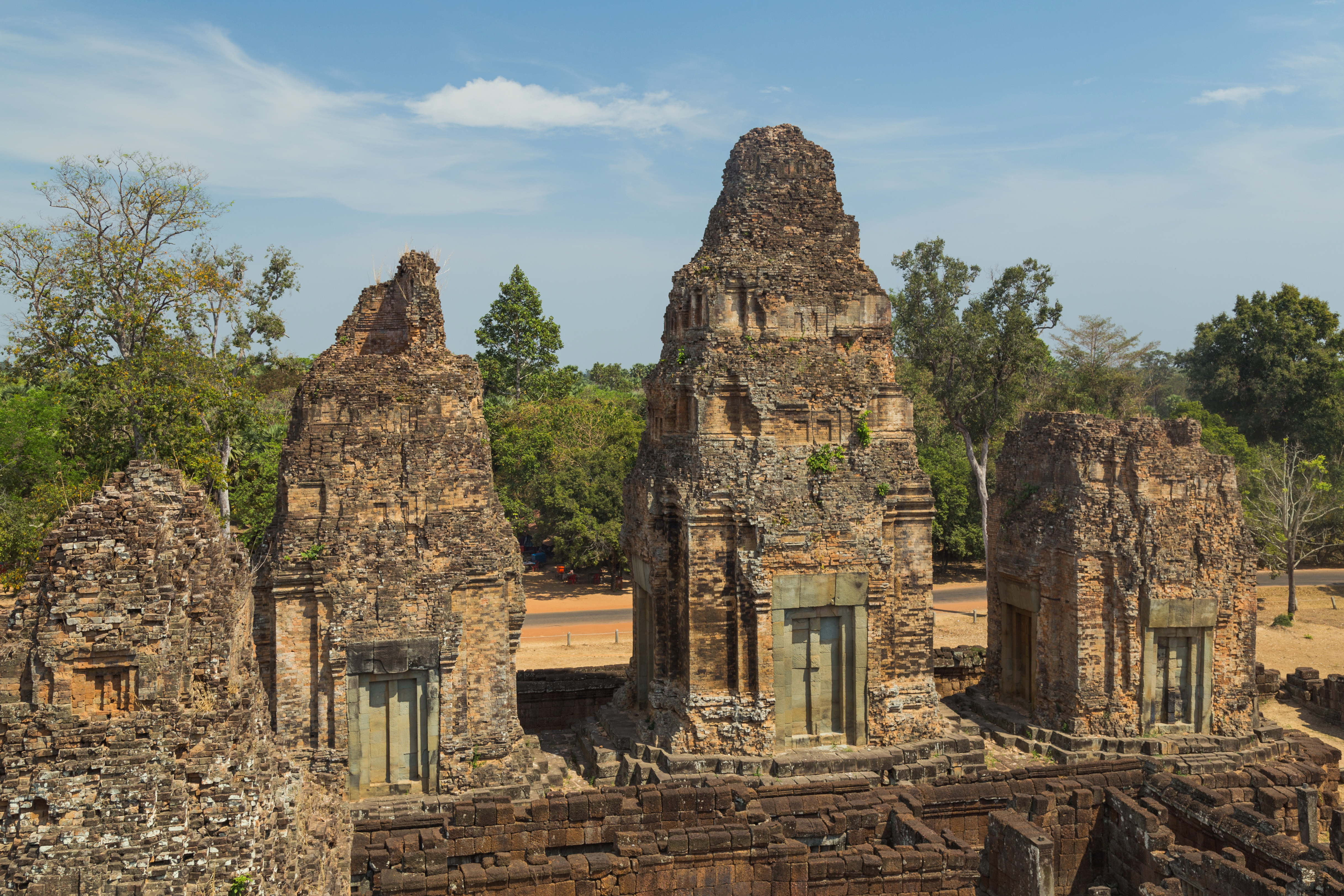
Groep van drie torens op eerste terras
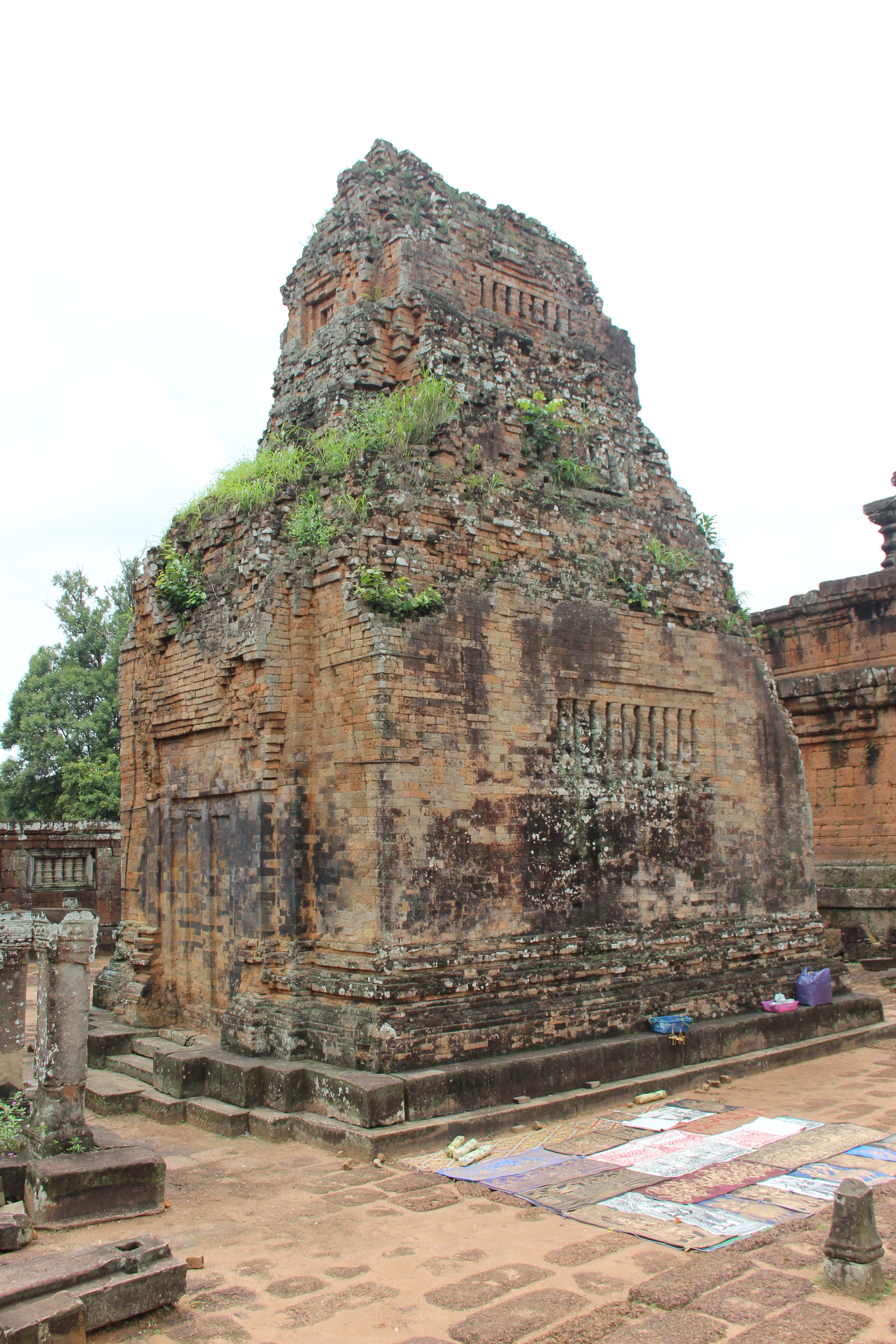
Bibliotheek op het tweede terras
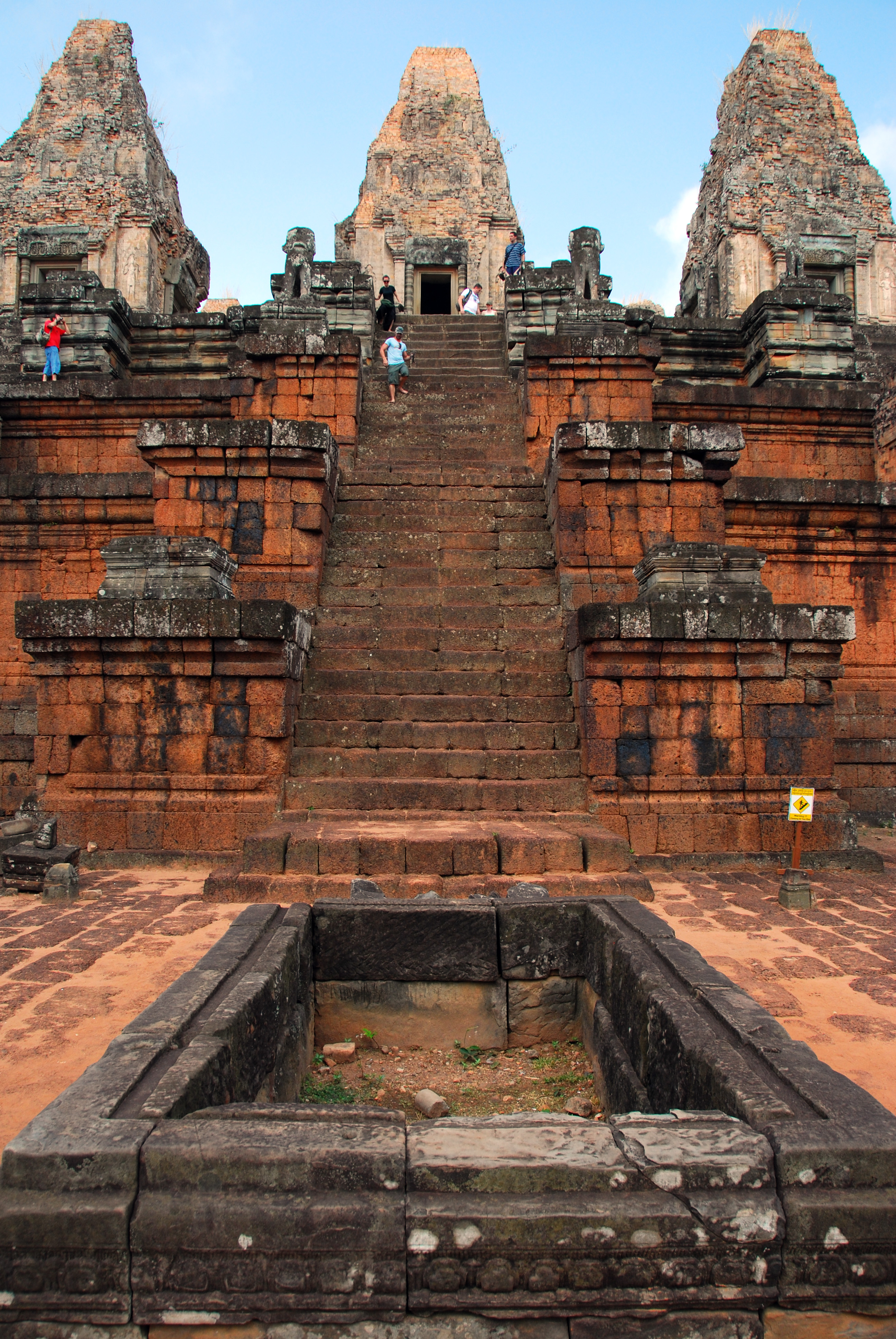
Bassin op het tweede terras
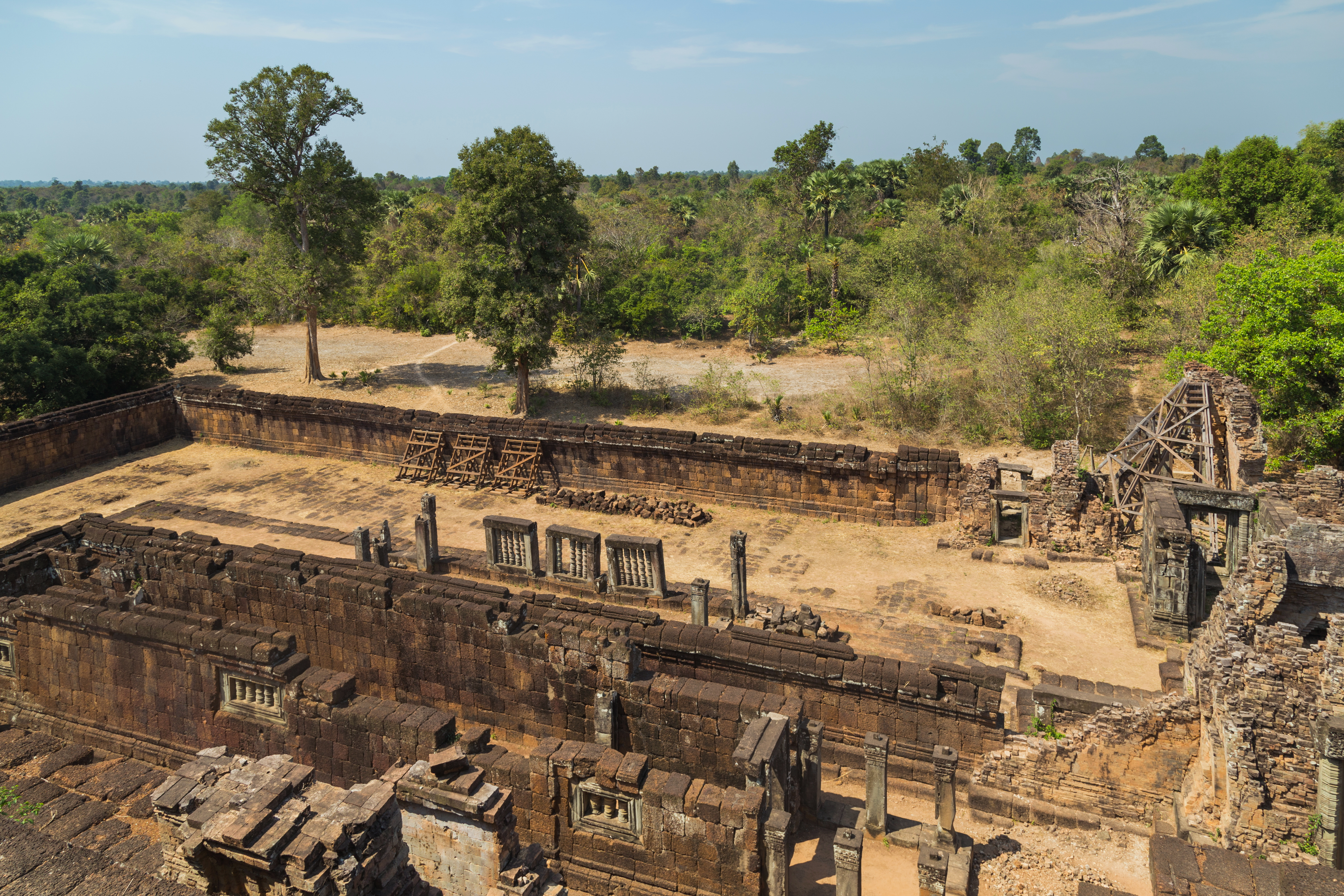
Voorbeeld van zalen voor tempelbedienden
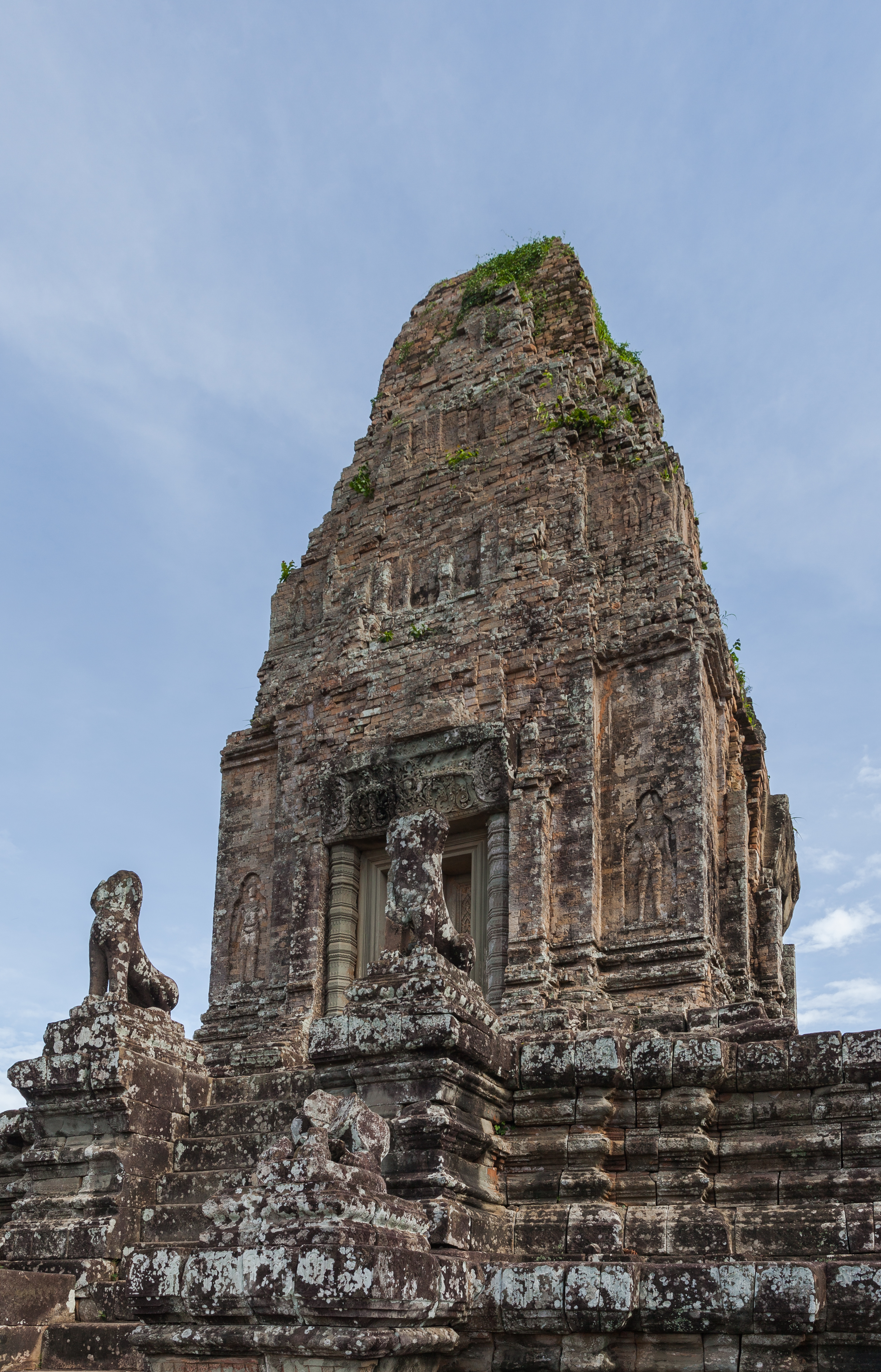
Centrale toren
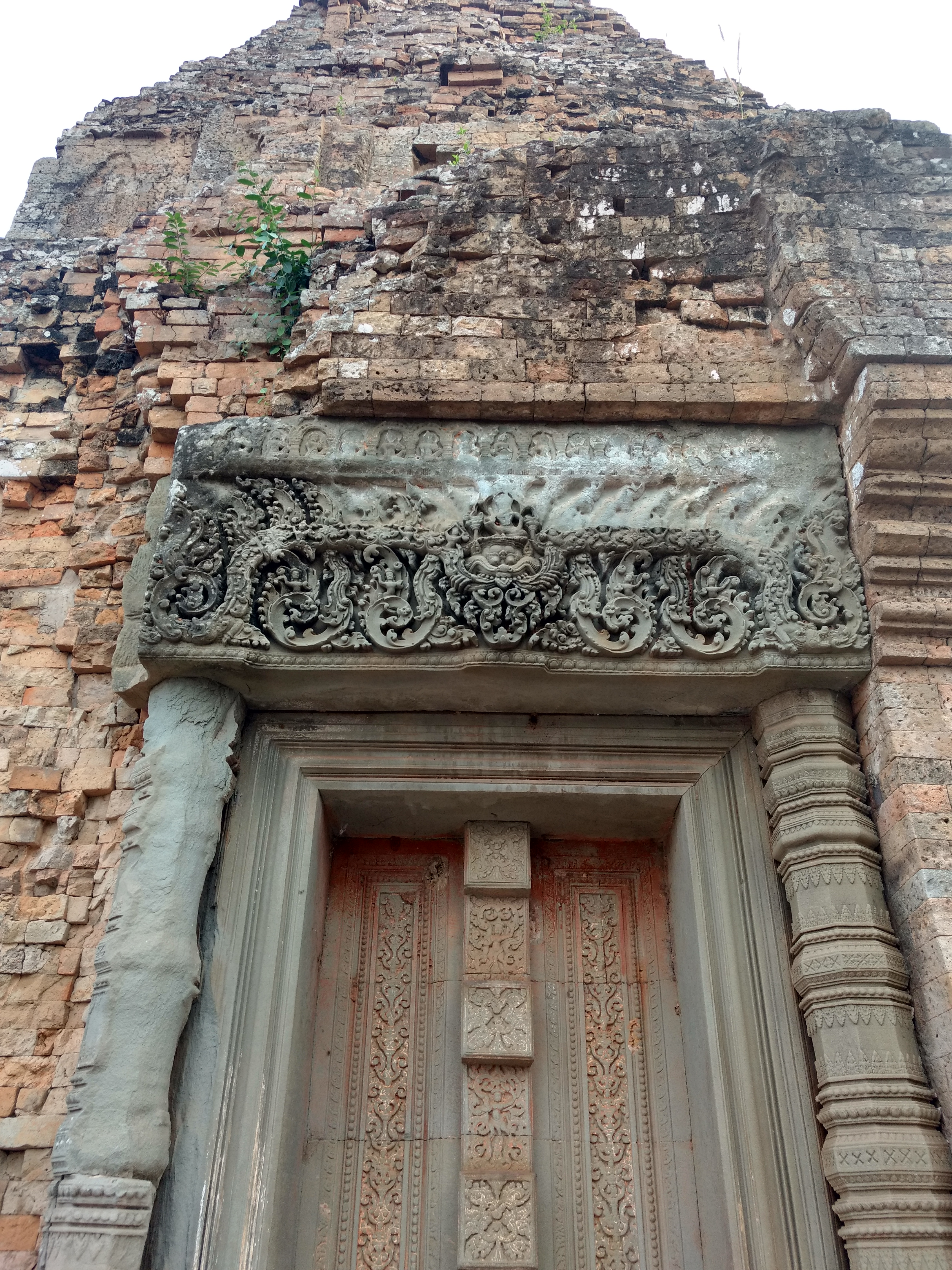
Voorbeeld van een gebeeldhouwde deur met latei
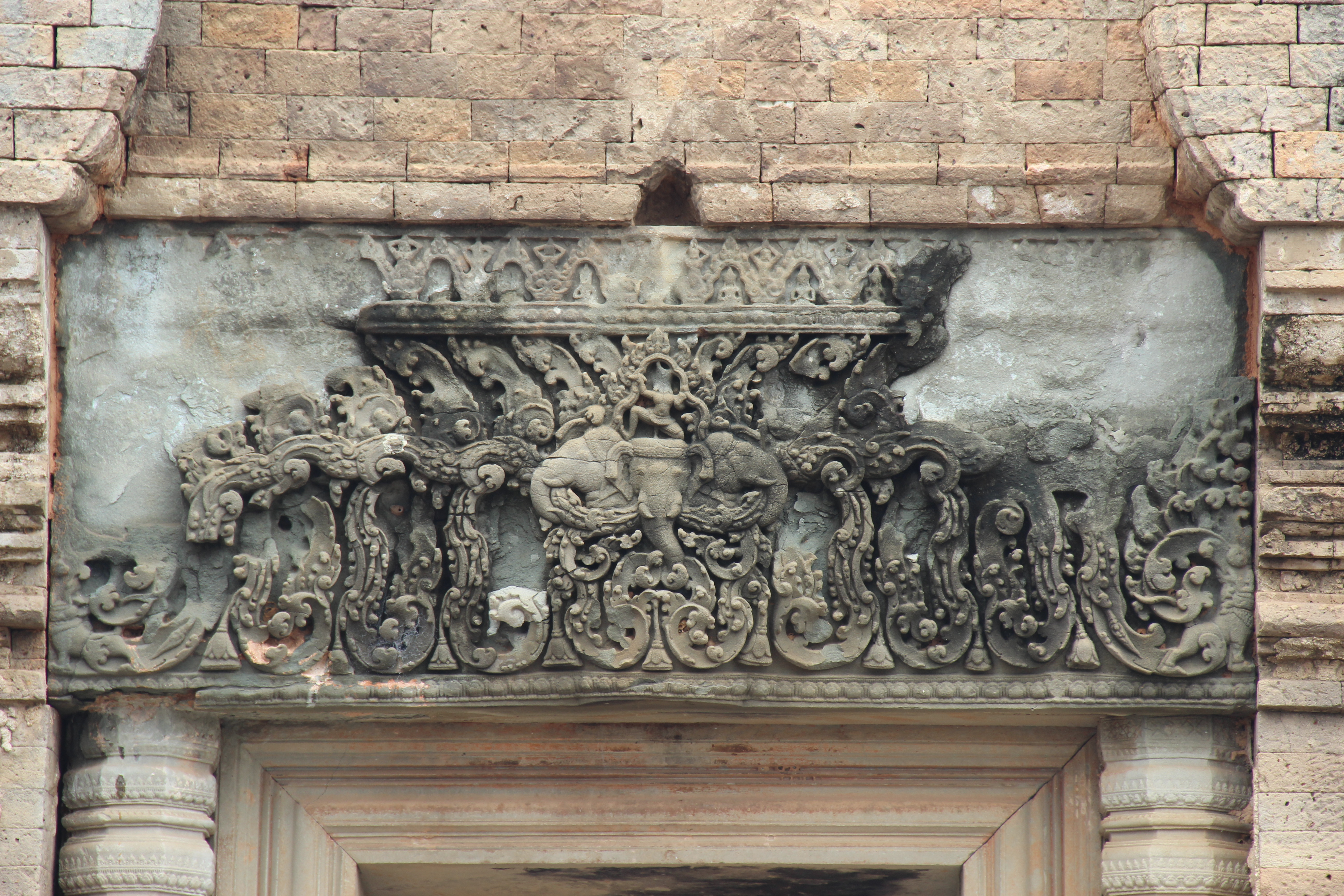
Latei met bas-reliëf met Indra op de witte olifant Airavata
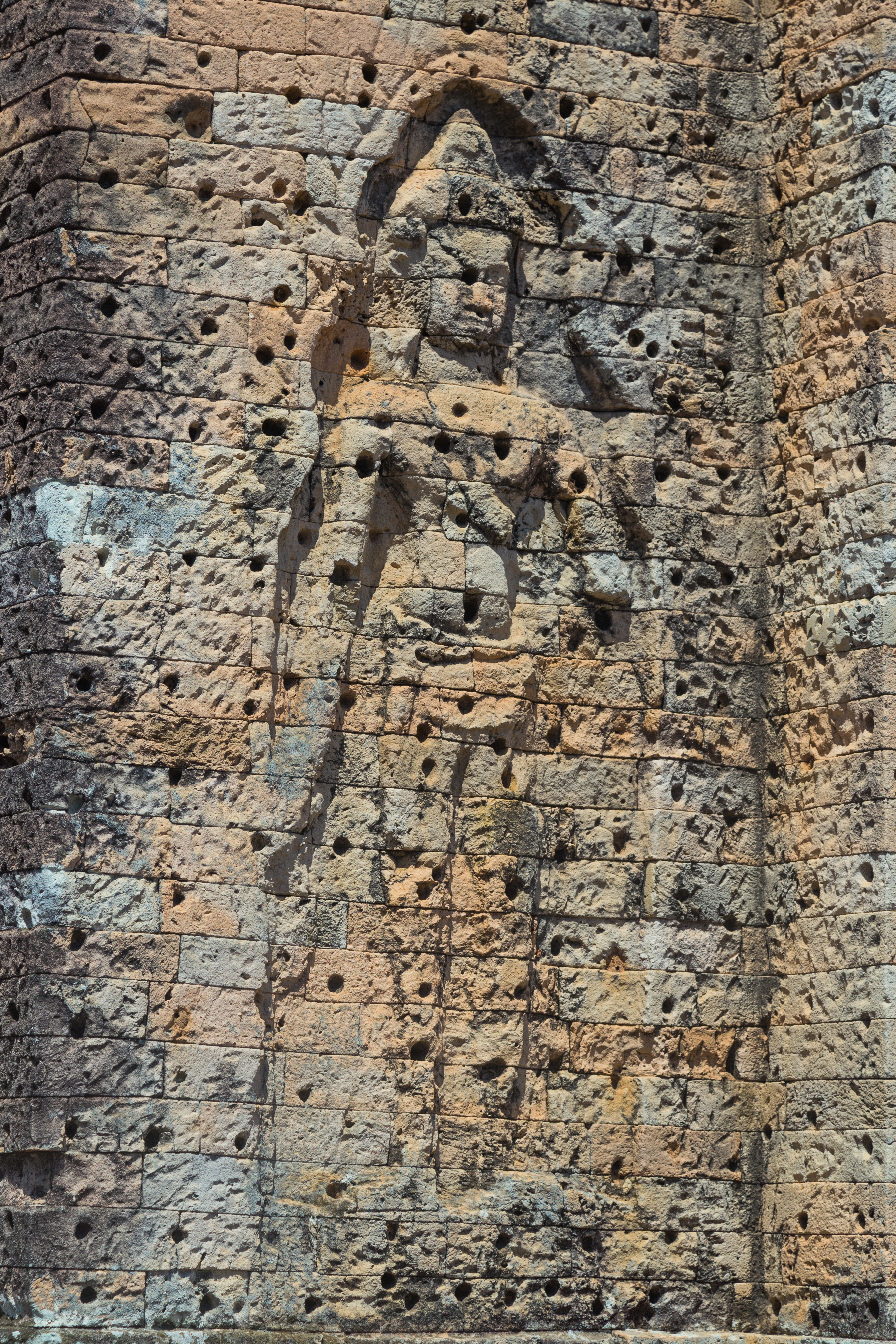
Bas-reliëf van een mannelijke devata